# Chosen (Fernsehserie)
Chosen ist eine dänische Fernsehserie aus dem Jahr 2022.

## Handlung
In der Science-Fiction-Geschichte finden die 17-jährige Emma (Malaika Berenth Mosendane) und weitere Jugendliche heraus, was hinter einem angeblichen Meteoriteneinschlag in der dänischen Kleinstadt Middelbo steckt.

## Produktion
Produziert und geschrieben wurde die Serie von dem Duo Jannik Tai Mosholt und Christian Potalivo (The Rain, Elfen). Beide betreiben gemeinsam die Produktionsfirma Tall & Small. Mosholt hatte bereits an der Politserie Borgen, der Dramaserie Rita und der Wirtschaftskrimi-Serie Follow the Money mitgeschrieben. Potalivo hatte unter anderem die Kriminal-Fernsehserie Dicte produziert.

## Veröffentlichung
In Deutschland war Chosen mit ihren sechs Episoden ab dem 27. Januar 2022 beim Streamingportal Netflix zu sehen.

## Besetzung und Synchronisation
Die deutsche Synchronisation fand bei der Eclair Studios Germany GmbH in Berlin, unter Dialogregie von Heike Kospach statt. Kospach zeichnet auch für das Dialogbuch verantwortlich.
| Rolle          | Darsteller                | Synchronsprecher  |
| -------------- | ------------------------- | ----------------- |
| Emma           | Malaika Berenth Mosendane | Zalina Sanchez    |
| Marie          | Andrea Heick Gadeberg     | Léa Mariage       |
| Frederik       | Andreas Dittmer           | Philipp Lind      |
| Mads           | Albert Rudbeck Lindhardt  | Sebastian Fitzner |
| Elvis          | Mohamed Djeziri           | Amadeus Strobl    |
| Lukas          | Anders Heinrichsen        | Ricardo Richter   |
| Jonas          | Magnus Juhl Andersen      | Nicolas Rathod    |
| Lykke          | Line Kruse                | Maud Ackermann    |
| Susan          | Marie Louise Wille        | Anna Dramski      |
| Leyla          | Rikke Eberhardt Isen      |                   |
| Hans           | Henrik Prip               | Uve Teschner      |
| Adrian         | Nicolaj Kopernikus        | Jörg Pintsch      |
| Thomas Damborg | Ken Vedsegaard            | Tilmar Kuhn       |
| Zannie         | Eva Jin                   |                   |
| Nikolaj        | Victor Pøhl               |                   |
| John Dinckler  | Jonas Munck Hansen        |                   |
| Noreen         | Sarah Rose Clear          | Betty Förster     |
| Svend          | Joen Højerslev            |                   |

## Rezeption
„Tatsächlich interessant ist das Ergebnis aber nicht. Die von Jannik Tai Mosholt und Christian Potalivo erdachte Serie kommt oft nicht so wirklich von der Stelle. Sowohl bei der Frage nach dem Geheimnis wie auch bei den persönlichen Geschichten neigt man dazu, ein bisschen zu sehr auf der Bremse zu stehen. Natürlich ist es nicht grundlegend verkehrt, es einmal ruhiger angehen zu lassen und sich bei der Entwicklung Zeit zu lassen. Diese Geduld sollte aber schon belohnt werden, es braucht da etwas, was die Warterei wert war. Bei Chosen ist das nur bedingt der Fall, praktisch erst auf der Zielgeraden wird es tatsächlich mal interessant. Obwohl die erste Staffel mit sechs rund 45 Minuten langen Folgen nicht wirklich lang ist, kommt einem das zuweilen doch länger vor.“

„Die Pilotepisode der Produktion Chosen (2022) hinterlässt einen sehr durchwachsenen Eindruck. Die ersten Minuten wirken wie ein gewöhnliches Coming-of-Age-Drama ohne jegliche Innovation. Die meisten Figuren scheinen einem Klischee-Roman entsprungen und selbst die Einführung der künftigen Geheimnislüfter fällt eher mau aus. Im letzten Drittel zieht der Spannungsbogen leicht nach oben und lässt den Zuschauer mit einem Cliffhanger zurück, der zwar in dieser Art auch nicht neu ist, aber doch neugierig macht, wie es weitergehen könnte. Es schlummert also durchaus Potential in der Geschichte und es bleibt abzuwarten, ob die ersten sechs Episoden dieses auszuschöpfen vermögen.“